# Los Emprius
Los Emprius és un indret del terme municipal de la Pobla de Segur, al Pallars Jussà.
Està situat a la part nord-est del terme municipal, al sud-oest de l'antic poble de Montsor, al vessant meridional del Serrat de la Pleta. És en el marge esquerre del barranc de Montsor.